# NGC 1116
NGC 1116 في الفهرس العام الجديد، هي مجرة حلزونية، تقع في كوكبة الحمل. اكتشفت في 2 ديسمبر 1863 بواسطة ألبرت مارث.

## روابط خارجية
- NGC 1116 على موقع ويكي سكاي: DSS2, SDSS, GALEX, IRAS, Hydrogen α, X-Ray, Astrophoto, Sky Map, Articles and images